# Quadricalcarifera trivia
Quadricalcarifera trivia is een vlinder uit de familie van de tandvlinders (Notodontidae). De wetenschappelijke naam van de soort is voor het eerst geldig gepubliceerd in 1967 door Sergius G. Kiriakoff.